# Саджа (село)
Саджа (груз. საჯა, азерб. Saca) — село в подчинении сельской административно-территориальной единицы Ипнари Дманисского муниципалитета, края Квемо-Картли республики Грузия со 100 %-ным азербайджанским населением. Находится в юго-восточной части Грузии, на территории исторической области Борчалы.

## География
Село расположено на Гомаретинском плато, в 21 км от районного центра Дманиси, на высоте 1 230 м над уровнем моря.
Граничит с городом Дманиси, селами Бахчалари, Ормашени, Ипнари, Кызыладжло, Карабулахи, Квемо-Карабулахи, Земо-Карабулахи, Гедагдаги, Аха, Шихлы, Дагарухло, Пантиани, Шоршолети, Кариани, Камарло, Шахмарло, Согутло, Усеинкенди, Мамишлари, Муздулари, Земо-Саламалейки, Сафигле, Шиндилиари, Цителсакдари, Бослеби, Каклиани Дманисского Муниципалитета.

## Население
По данным Государственного статистического комитета Грузии, согласно официальной переписи 2002 года, численность населения села Саджа составляет 106 человек и на 100 % состоит из азербайджанцев.

## Экономика
Население в основном занимается овцеводством, скотоводством и овощеводством.

## Достопримечательности
- Средняя школа

## Известные уроженцы
- Сулейманов Гасан Сулейман оглы - участник ВОВ, пропал без вести в 1941 году.[11]
- Балакиши Алыоглы - народный поэт.[8]